# Sennen (Cornovaglia)
Sennen (cornico: Sen Senan o Sen Senana) è una parrocchia civile ed un villaggio della Cornovaglia, nel distretto di Penwith. Si trova a circa 13 km ad ovest-sud-ovest di Penzance.
Sennen è sita all'estremità della penisola di Penwith ed è il villaggio più occidentale dell'Inghilterra (isole escluse) e si trova a 507 km a sud-ovest di Londra. Sotto il villaggio si trova il villaggio portuale di  Sennen Cove.

## Geografia fisica
Sennen è delimitata ad ovest dal mare e confina con le parrocchie civili di St Just a nord, St Buryan a est e  St Levan a sud. 
L'arcipelago di isolotti rocciosi di Longships, al largo delle Land's End, fa parte del territorio della parrocchia. Sennen ha un suo consiglio parrocchiale che la governa e che viene rinnovato elettivamente ogni quattro anni. L'autorità locale principale è il Consiglio di Cornovaglia. L'intera parrocchia contava nel 2001 821 abitanti.
La sua posizione all'estremità della penisola la espone particolarmente ai venti dell'Atlantico che soffiano da ovest. Geologicamente si trova sul Land's End Granite, uno dei cinque maggiori batoliti in granito che formano la spina dorsale della Cornovaglia. Di conseguenza la parrocchia si trova su un terreno nudo, simile ad una brughiera, con pochissimi alberi e nessun bosco.

### Villaggi
Sennen, oltre al villaggio della parrocchia stessa, è costituita dai villaggi di:
- Trevescan
- Carn Towan
- Sennen Cove
- Land's End.